# Neoplasta brevicornis
Neoplasta brevicornis är en tvåvingeart som beskrevs av Collin 1933. Neoplasta brevicornis ingår i släktet Neoplasta och familjen dansflugor. Inga underarter finns listade i Catalogue of Life.